# Continental Records
Continental Records war ein US-amerikanisches Musiklabel, das Anfang der 1940er Jahre gegründet wurde.

## Labelgeschichte
Continental Records gehörte zu der Schar kleiner, unabhängiger, jedoch kurzlebiger Schallplattenfirmen, die in den Vereinigten Staaten Mitte der 1940er Jahre entstanden sind. Das Label wurde um 1942 von Donald H. Gabor gegründet; das Unternehmen hatte seinen Sitz in der New Yorker 263rd West 54th Street. Zu dieser Zeit diente Don Gabor noch in der US-Navy und sein Onkel führte derweil die Firmengeschäfte, als Berater fungierte Anton Mervar. Der kleine Katalog von 78ern des Labels enthielt Aufnahmen bedeutender Musiker dieser Ära, Jazz sowie ethnische Musik aus verschiedenen Ländern, die von den Einwanderern geschätzt wurde, aber auch einige klassische Einspielungen.
Gabor nahm viele Sessions in den nahen Jazzclubs der 52nd Street und im Café Society auf. In Erinnerung bleibt Continental Records wohl auch durch die frühen Aufnahmen Charlie Parkers mit den Clyde Hart All-Stars („I Want Every Bit of It“/ „Sorta Kinda“) mit Dizzy Gillespie, Trummy Young, Don Byas und anderen im Januar 1945.
Der Katalog von Continental Records umfasste ab 1944 Aufnahmen von Louis Armstrong (When the Saints Go Marching in), Harry James, Enoch Light, Slam Stewart, Ethel Waters, Cozy Cole, Hot Lips Page, Dorothy Donegan, Clarence Williams, Johnny Guarnieri, Hank Jones, Leonard Feather, Edmond Hall and his Cafe Society Orchestra, Timme Rosenkrantz, Mary Osborne/Mary Lou Williams Girl Stars, J. C. Heard & His Cafe Society Orchestra und der jungen Sarah Vaughan mit Charlie Parker und Dizzy Gillespie.
Zahlreiche Aufnahmen aus der Schellack-Ära wurden später auf sieben 10-Zoll-Langspielplatten auf dem Label Remington in verschiedenen Zusammenstellungen veröffentlicht. Dies waren:
- (R-1024) Hot Jazz With Sarah Vaughan (mit Dizzy Gillespie, Charlie Parker, Flip Phillips, Bill de Arango, Max Roach, erschienen Herbst 1950)
- (R-1025) Ethel Waters in Shades of Blue (1950)
- (R-1031) The Birth of Bebop and Blues (mit Roy Eldridge, Slam Stewart, Cozy Cole, Red Norvo, Clyde Hart, J.C. Heard, und dem Timme Rosenkrantz Orchestra, Charlie Parker, Don Byas, Trummy Young, Mike Bryan, Al Hall, Specs Powell, Rubberlegs Williams Orchestra)
- (R-1032) Cafe Society Swing (mit dem Timme Rosenkrantz Orchestra, Cozy Cole, Sabby Lewis)
- (R-1033) Modern American Musicians (mit Red Norvo, Johnny Guarnieri, Morey Feld, Chuck Wayne, Eddie South Trio)
- (R-1035) Moods in Blues (mit Edmond Hall, Timme Rosenkrantz Orchestra, Hot Lips Page Orchestra)
- (R-1037) Sax Appeal (mit Morris Lane und Eddie Lockjaw Davis)

Es bestand auch ein Plattenlabel gleichen Namens in São Paulo, Brasilien.